# Fabian Manrique
Fabian Manrique (* 6. Januar 1994) ist ein argentinischer Leichtathlet, der sich auf den Langstreckenlauf spezialisiert hat.

## Sportliche Laufbahn
Erste Erfahrungen bei internationalen Meisterschaften sammelte Fabian Manrique im Jahr 2018, als er bei den Ibero-Amerikanischen Meisterschaften in Trujillo in 3:50,15 min den vierten Platz im 1500-Meter-Lauf belegte und über 3000 m nicht ins Ziel gelangte. Im Jahr darauf belegte er bei den Südamerikameisterschaften in Lima in 3:56,91 min den siebten Platz und über 1500 m und erreichte nach 14:58,27 min Rang elf im 5000-Meter-Lauf. Anschließend nahm er an der Sommer-Universiade in Neapel teil und klassierte sich dort mit 3:58,56 min auf dem neunten Platz über 1500 m und schied über 5000 m mit 14:42,98 min in der Vorrunde aus. 2021 siegte er dann in 1:04:43 h bei 21K Buenos Aires über die Halbmarathondistanz. Bei den Straßenlauf-Südamerikameisterschaften 2024 in Asunción gelangte er nach 14:51 min auf den vierten Platz über 5 km und im Jahr darauf belegte er bei den Südamerikameisterschaften in Mar del Plata in 14:12,92 min den achten Platz. 
In den Jahren 2021 und 2024 wurde Manrique argentinischer Meister im 5000-Meter-Lauf sowie 2025 über 10.000 Meter.

## Persönliche Bestzeiten
- 1500 Meter: 3:43,10 min, 26. März 2021 in Concepción del Uruguay
- 3000 Meter: 7:58,97 min, 4. August 2018 in Kessel-Lo
- 5000 Meter: 13:57,82 min, 4. Juni 2022 in Montesson
- 10.000 Meter: 29:43,30 min, 29. März 2025 in Concepción del Uruguay
- Halbmarathon: 1:04:16 h, 27. August 2023 in Buenos Aires